# Păuca
Păuca é uma comuna romena localizada no distrito de Sibiu, na região histórica da Transilvânia. A comuna possui uma área de 73.65 km² e sua população era de 2011 habitantes segundo o censo de 2007.